# 4288 Tokyotech
4288 Tokyotech è un asteroide della fascia principale. Scoperto nel 1989,
presenta un'orbita caratterizzata da un semiasse maggiore pari a 2,6271645 UA e da un'eccentricità di 0,1785214, inclinata di 14,01677° rispetto all'eclittica.
L'asteroide è dedicato al Tokyo Institute of Technology, il più rinomato istituto universitario giapponese per la scienza e la tecnologia.